# Länsväg 301
De Zweedse weg 301 (Zweeds: Länsväg 301) is een provinciale weg in de provincies Dalarnas län en Gävleborgs län in Zweden en is circa 101 kilometer lang.

## Plaatsen langs de weg
- Rättvik
- Nedre Gärdsjö
- Boda
- Gulleråsen
- Furudal
- Edsbyn
- Alfta

## Knooppunten
- Riksväg 70 bij Rättvik (begin)
- Länsväg 296: gezamenlijk tracé, bij Furudal
- Riksväg 50 bij Alfta (einde)